# Vladimír Kratina
Vladimír Kratina (* 25. února 1952 Praha) je český herec, zpěvák a písničkář.

## Život
Po absolutoriu gymnázia v Ostravě se nejprve vyučil fotografem, teprve poté šel studovat na pražskou DAMU, kterou absolvoval v roce 1975. Během svého profesního života jako herec postupně působil v několika divadlech: královéhradeckém Divadle Vítězného února, ústeckém Činoherním studiu, zájezdovém divadle Dílna 24, pražské Ypsilonce a nakonec v Činoherním klubu. Hostoval i v Národním divadle.
Méně už je známo, že se jedná také o výrazného a originálního folkového a countryového zpěváka i písničkáře.
V roce 2008 vystupoval v 3. sérii televizní taneční soutěže StarDance …když hvězdy tančí.
Objevuje se také v seriálech, například v Ulici, kde ztvárnil sládka Michala Štrunce (2018), nebo v seriálu Zoo, kde ztvárnil roli strýce Raula. 
Z prvního manželství se Šimonou Součkovou má dceru Marii. S druhou ženou Jitkou má dcery Dominiku a Sofii. Od roku 2025 je rozvedený.

## Politická angažovanost
Ve volbách do Senátu PČR v roce 2018 kandidoval jako nestraník za ODS v obvodu č. 26 – Praha 2; chtěl se tak postavit nadvládě „mocižroutů“. Se ziskem 11,71 % hlasů skončil na 3. místě.